# بيت فاونتن
بيت فاونتن هو عازف ساكسفون وعازف جاز وسياسي أمريكي، ولد في 3 يوليو 1930 في نيو أورلينز في الولايات المتحدة، وتوفي بنفس المكان في 6 أغسطس 2016.

## وصلات خارجية
- بيت فاونتن على موقع IMDb (الإنجليزية)
- بيت فاونتن على موقع ميوزك برينز (الإنجليزية)
- بيت فاونتن على موقع أول ميوزيك (الإنجليزية)
- بيت فاونتن على موقع ديسكوغز (الإنجليزية)